# Angely
Angely és un municipi francès al departament del Yonne (regió de Borgonya - Franc Comtat). L'any 2007 tenia 124 habitants.

## Demografia

### Població
El 2007 la població de fet d'Angely era de 124 persones. Hi havia 56 famílies, de les quals 16 eren unipersonals (4 homes vivint sols i 12 dones vivint soles), 28 parelles sense fills i 12 parelles amb fills.
La població ha evolucionat segons el següent gràfic:

### Habitatges
El 2007 hi havia 110 habitatges, 60 eren l'habitatge principal de la família, 40 eren segones residències i 10 estaven desocupats. 109 eren cases i 1 era un apartament. Dels 60 habitatges principals, 54 estaven ocupats pels seus propietaris, 1 estava llogat i ocupat pels llogaters i 5 estaven cedits a títol gratuït; 4 tenien dues cambres, 8 en tenien tres, 14 en tenien quatre i 34 en tenien cinc o més. 37 habitatges disposaven pel capbaix d'una plaça de pàrquing. A 22 habitatges hi havia un automòbil i a 30 n'hi havia dos o més.

### Piràmide de població
La piràmide de població per edats i sexe el 2009 era:
| Homes | Edats   | Dones |
| ----- | ------- | ----- |
| 0     | 95 o +  | 0     |
| 0     | 90 a 94 | 0     |
| 0     | 85 a 89 | 8     |
| 4     | 80 a 84 | 0     |
| 12    | 75 a 79 | 4     |
| 8     | 70 a 74 | 16    |
| 8     | 65 a 69 | 8     |
| 0     | 60 a 64 | 4     |
| 0     | 55 a 59 | 0     |
| 12    | 50 a 54 | 12    |
| 0     | 45 a 49 | 0     |
| 0     | 40 a 44 | 4     |
| 4     | 35 a 39 | 4     |
| 0     | 30 a 34 | 4     |
| 4     | 25 a 29 | 0     |
| 0     | 20 a 24 | 0     |
| 0     | 15 a 19 | 8     |
| 0     | 10 a 14 | 0     |
| 4     | 5 a 9   | 4     |
| 0     | 0 a 4   | 0     |

## Economia
El 2007 la població en edat de treballar era de 72 persones, 52 eren actives i 20 eren inactives. De les 52 persones actives 46 estaven ocupades (29 homes i 17 dones) i 6 estaven aturades (3 homes i 3 dones). De les 20 persones inactives 14 estaven jubilades, 2 estaven estudiant i 4 estaven classificades com a «altres inactius».

### Ingressos
El 2009 a Angely hi havia 66 unitats fiscals que integraven 141 persones, la mediana anual d'ingressos fiscals per persona era de 18.066 €.

### Activitats econòmiques
Dels 6 establiments que hi havia el 2007, 1 era d'una empresa de fabricació d'altres productes industrials, 1 d'una empresa de construcció, 2 d'empreses de comerç i reparació d'automòbils, 1 d'una empresa de transport i 1 d'una empresa de serveis.
L'únic servei als particulars que hi havia el 2009 era una fusteria.
L'any 2000 a Angely hi havia 7 explotacions agrícoles que ocupaven un total de 816 hectàrees.

## Poblacions properes
El següent diagrama mostra les poblacions més properes.